# (100658) 1997 WH20
(100658) 1997 WH20 es un asteroide perteneciente al cinturón de asteroides descubierto el 25 de noviembre de 1997 por el equipo del Spacewatch desde el Observatorio Nacional de Kitt Peak, Arizona, Estados Unidos.

## Designación y nombre
Designado provisionalmente como 1997 WH20.

## Características orbitales
1997 WH20 está situado a una distancia media del Sol de 2,788 ua, pudiendo alejarse hasta 3,215 ua y acercarse hasta 2,361 ua. Su excentricidad es 0,153 y la inclinación orbital 3,496 grados. Emplea 1701,07 días en completar una órbita alrededor del Sol.

## Características físicas
La magnitud absoluta de 1997 WH20 es 15,7. 